# Kolgu
Kolgu – wieś w Estonii, w prowincji Harju, w gminie Kuusalu.